# Polnische Meisterschaften im Biathlon 2006
Die 40. Polnischen Meisterschaften im Biathlon fanden vom 4. bis 8. April 2006 in Kiry statt. Magdalena Gwizdoń und Krystyna Pałka wurden Doppelmeisterinnen.

## Männer

### Sprint – 10 km
| Platz | Starter             | Verein              | Zeit    | Schießfehler |
| ----- | ------------------- | ------------------- | ------- | ------------ |
| 1     | Tomasz Sikora       | NKS Dynamit Chorzów | 24:51,9 | 1            |
| 2     | Krzysztof Pływaczyk | AZS AE Wrocław      | + 34,1  | 1            |
| 3     | Michał Piecha       | AZS AWF Katowice    | + 53,0  | 0            |

Datum: 4. April 2006

### Verfolgung – 12,5 km
| Platz | Starter             | Verein           | Zeit     | Schießfehler |
| ----- | ------------------- | ---------------- | -------- | ------------ |
| 1     | Michał Piecha       | AZS AWF Katowice | 34:22,6  | 1            |
| 2     | Krzysztof Pływaczyk | AZS AE Wrocław   | + 1:30,5 | 3            |
| 3     | Grzegorz Bodziana   | AZS AWF Katowice | + 2:24,8 | 1            |

Datum: 5. April 2006

### Einzel – 20 km
| Platz | Starter             | Verein             | Zeit     | Schießfehler |
| ----- | ------------------- | ------------------ | -------- | ------------ |
| 1     | Krzysztof Pływaczyk | AZS AE Wrocław     | 54:14,5  | 3            |
| 2     | Sylwester Kulig     | BKS WP Kościelisko | + 50,8   | 3            |
| 3     | Grzegorz Bodziana   | AZS AWF Katowice   | + 1:56,9 | 5            |

Datum: 8. April 2006

### Staffel 4 × 7,5 km
| Platz | Starter              | Verein                                                            | Zeit      | Schießfehler |
| ----- | -------------------- | ----------------------------------------------------------------- | --------- | ------------ |
| 1     | AZS AWF Katowice     | Krzysztof Uklejewicz Grzegorz Bodziana Łukasz Witek Michał Piecha | 1:31:22,3 | 1 + 6        |
| 2     | BKS WP Kościelisko I | Sylwester Kulig Andrzej Kubica Wiesław Ziemianin Adam Kwak        | + 51,1    | 0 + 14       |
| 3     | AZS AE Wrocław       | Mirosław Kobus Mariusz Leja Krzysztof Pływaczyk Paweł Lasek       | + 3:58,7  | 6 + 18       |

Datum: 6. April 2006

## Frauen

### Sprint – 7,5 km
| Platz | Starter           | Verein           | Zeit    | Schießfehler |
| ----- | ----------------- | ---------------- | ------- | ------------ |
| 1     | Krystyna Pałka    | AZS AWF Katowice | 24:13,6 | 0            |
| 2     | Magdalena Gwizdoń | BLKS Żywiec      | + 0,5   | 3            |
| 3     | Magdalena Nykiel  | MKS Karkonosze   | + 15,8  | 2            |

Datum: 4. April 2006

### Verfolgung – 10 km
| Platz | Starter           | Verein           | Zeit     | Schießfehler |
| ----- | ----------------- | ---------------- | -------- | ------------ |
| 1     | Magdalena Gwizdoń | BLKS Żywiec      | 38:58,2  | 5            |
| 2     | Krystyna Pałka    | AZS AWF Katowice | + 2:37,0 | 7            |
| 3     | Agnieszka Grzybek | MKS Karkonosze   | + 2:47,3 | 6            |

Datum: 5. April 2006

### Einzel – 15 km
| Platz | Starter            | Verein             | Zeit    | Schießfehler |
| ----- | ------------------ | ------------------ | ------- | ------------ |
| 1     | Magdalena Gwizdoń  | BLKS Żywiec        | 44:11,8 | 2            |
| 2     | Krystyna Pałka     | AZS AWF Katowice   | + 4,3   | 1            |
| 3     | Katarzyna Ponikwia | BKS WP Kościelisko | + 24,9  | 1            |

Datum: 8. April 2006

### Staffel 4 × 6 km
| Platz | Starter            | Verein                                                            | Zeit      | Schießfehler |
| ----- | ------------------ | ----------------------------------------------------------------- | --------- | ------------ |
| 1     | AZS AWF Katowice   | Paulina Bobak Krystyna Pałka Tiffany Tyrała Magdalena Grzywa      | 1:32:25,5 | 2 + 8        |
| 2     | MKS Karkonosze I   | Magdalena Nykiel Kamila Czerniak Izabela Daniło Agnieszka Grzybek | + 3:41,7  | 4 + 14       |
| 3     | BKS WP Kościelisko | Katarzyna Ponikwia Karolina Pitoń Jadwiga Galica Izabela Hobot    | + 5:42,4  | 2 + 10       |

Datum: 6. April 2006